# La Croixille
La Croixille är en kommun i departementet Mayenne i regionen Pays de la Loire i nordvästra Frankrike. Kommunen ligger i kantonen Chailland som tillhör arrondissementet Laval. År 2022 hade La Croixille 633 invånare.

## Befolkningsutveckling
Antalet invånare i kommunen La Croixille
| Referens: INSEE |